# Плотников, Геннадий Иванович
Генна́дий Ива́нович Пло́тников (1937, СССР — 19 декабря 2012, Астана, Казахстан) — заслуженный тренер Казахстана по футболу.
Геннадий Плотников внёс заметный вклад в становлении команды целиноградского «Целинника». Именно он в качестве главного тренера в 1984 году привел «Целинник» к первому чемпионству во второй лиги. Также Геннадий Плотников тренировал такие команды как «Торпедо» Кокшетау, «Уралец». В 2008 году работал на общественных началах в женском футболе, где пытался поднять вопросы развития данного направления.